# Brdovec
Brdovec est un village et une municipalité située dans le comitat de Zagreb, en Croatie. Au recensement de 2001, la municipalité comptait 10 287 habitants, dont 95,81 % de Croates et le village seul comptait 2 310 habitants.
Le siège de la municipalité est le village de Prigorje Brdovečko.

## Localités
La municipalité de Brdovec compte 13 localités :
| - Brdovec - Donji Laduč - Drenje Brdovečko - Gornji Laduč - Harmica - Javorje - Ključ Brdovečki | - Prigorje Brdovečko - Prudnice - Savski Marof - Šenkovec - Vukovo Selo - Zdenci Brdovečki |